# Old Time Baseball
Old Time Baseball est un jeu vidéo de baseball développé et édité par Stormfront Studios en 1995 sur DOS.
Il est basé sur le même moteur que Tony La Russa Baseball.

## Accueil
- PC Gamer : 82 %[1]